# Diano San Pietro
Diano San Pietro – miejscowość i gmina we Włoszech, w regionie Liguria, w prowincji Imperia.
Według danych na rok 2004 gminę zamieszkiwały 1022 osoby, gęstość zaludnienia wynosiła 92,9 os./km².